# Leptodactylodon
Genre
Synonymes
- Bulua Boulenger, 1904

Leptodactylodon est un genre d'amphibiens de la famille des Arthroleptidae.

## Répartition
Les 15 espèces de ce genre se rencontrent dans l'est du Nigéria, dans l'Ouest et au Sud du Cameroun, en Guinée équatoriale et au Gabon.

## Liste d'espèces
Selon Amphibian Species of the World (18 septembre 2014) :
- Leptodactylodon albiventris (Boulenger, 1905)
- Leptodactylodon axillaris Amiet, 1971
- Leptodactylodon bicolor Amiet, 1971
- Leptodactylodon blanci Ohler, 1999
- Leptodactylodon boulengeri Nieden, 1910
- Leptodactylodon bueanus Amiet, 1981
- Leptodactylodon erythrogaster Amiet, 1971
- Leptodactylodon mertensi Perret, 1959
- Leptodactylodon ornatus Amiet, 1971
- Leptodactylodon ovatus Andersson, 1903
- Leptodactylodon perreti Amiet, 1971
- Leptodactylodon polyacanthus Amiet, 1971
- Leptodactylodon stevarti Rödel & Pauwels, 2003
- Leptodactylodon ventrimarmoratus (Boulenger, 1904)
- Leptodactylodon wildi Amiet & Dowsett-Lemaire, 2000

## Taxinomie
Bulua a été placé en synonymie avec Leptodactylodon par Andersson en 1905.

## Publication originale
- Andersson, 1903 : Neue Batrachier aus Kamerun, von den Herren Dr. Y. Sjöstedt und Dr. R. Jungner gesammelt. Verhandlungen des Zoologisch-Botanischen Vereins in Wien, vol. 53, p. 141-145 (texte intégral).